# Atracis nodosa
Atracis nodosa är en insektsart som först beskrevs av Gerstaecker 1895.  Atracis nodosa ingår i släktet Atracis och familjen Flatidae. Inga underarter finns listade i Catalogue of Life.